# Барселонская серия
Барселонская серия (англ. Barcelona Series) — серия из пятидесяти чёрно-белых литографий, сделанных и опубликованных Жоаном Миро в 1944 году. На данное время находятся в постоянной коллекции Фонда Жоана Миро.

## Описание
Серия считается печатной версией масляной серии Миро «Созвездия». Литографии показывают искажённые образы животных, в том числе людей. Картины являются реакцией на Гражданскую войну в Испании, проходившую в то время. Даже до войны Миро рисовал фигуры, показывающие боль грядущей войны в своих «Диких рисунках», включая «Мужчину и женщину перед кучей экскрементов». Миро использовал навыки печати, с которой экспериментировал с 1930-х, чтобы создать не то 50 произведений, не то по сути одно. Он показывает бессильных людоедов, которыми могут быть Франциско Франко и его генералы, или выдуманный диктатор Убю Рои, придуманный Альфредом Жарри в 1898 году.
Для печати данной литографии во время войны потребовалось 350 листов бумаги. Видимо, ограниченный доступ к бумаге привёл к тому, что было напечатано лишь семь наборов. После публикации отпечатков Миро в 1947 году поехал в Париж, где занял ведущее место на выставке сюрреализма, что подтвердило силу его позиции в этом зарождающемся движении.

## Происхождение
Рисунки были созданы между 1939 и 1944 годами. Впервые они были напечатаны в Барселоне, когда Миро вернулся после добровольного изгнания. На данный момент известно местонахождение лишь двух наборов из семи созданных: один набор находится в Фонде Жоана Миро, второй принадлежит наследникам Жоана Платса. Из-за цензуры литографии было не выставить в Испании. Миро к тому времени отправился в изгнание на Мальорку.

## Связанные выставки
- 1984 — Casa Elizalde — Joan Miró Barcelona series[3]